# Dhutanga
 (décembre 2023).

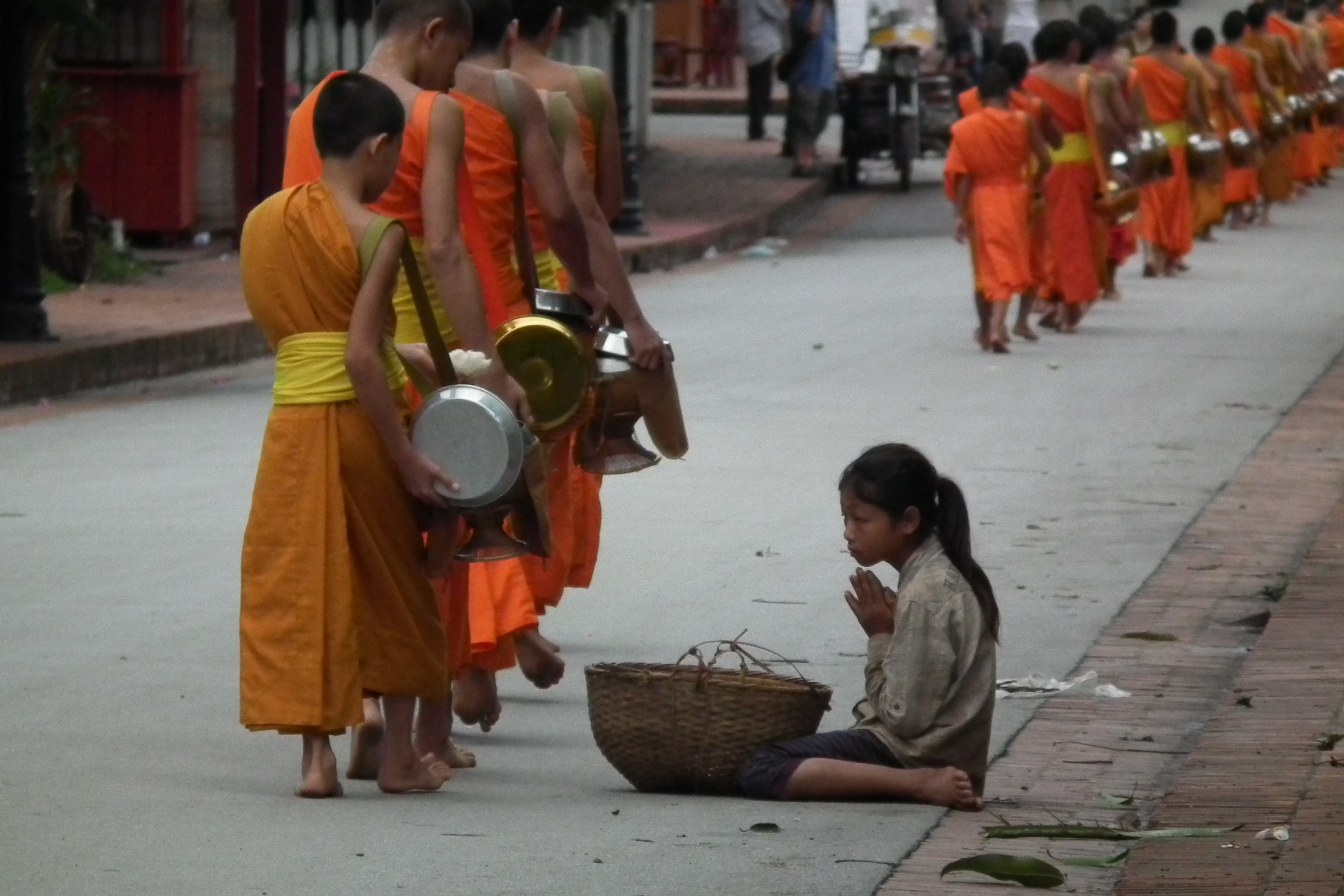
Des moines mendient. Luang Prabang (Laos)

Les Dhutanga (du pali et sanskrit dhuta ou dhūta (tóutuó, 头陀, en chinois), « secoué »,, et de aṅga ; littéralement « moyens de secouer (les souillures) ») sont une liste de treize (douze d'après les textes en chinois) moyens de purifications ascétiques préconisés par le Bouddha Shākyamuni.
Une ou plusieurs de ces pratiques peuvent être suivies (par des moines, mais aussi des laïcs) pendant un temps déterminé, et être choisies en fonction d'une ou plusieurs vertus à développer (contentement, modération, renoncement, énergie, etc.). On précise qu'elles doivent s'accompagner de frugalité, comme moyen de purification; toutefois, leur simple réalisation extérieure ne suffit pas, c'est l'intention (cetanā (en)) qui les sous-tend qui est déterminante.

## Énumération

### Selon le canon pali
Ces moyens de purification sont énumérés dans les sûtras du canon pali ainsi que dans le Visuddhimagga (« le Chemin de la Pureté »), au chapitre II, paragraphes 14 à 78 :
1. Ne porter que des vêtements monastiques faits de chiffons ramassés (paṃsukūlik'aṅga)l ;
2. Ne porter que trois pièces vestimentaires (te-cīvar'aṅga)l ;
3. Quêter l'aumône en nourriture (piṇḍa-pātik'aṅga)l ;
4. N'omettre aucune maison en allant faire la quête (sapadānik'aṅga)l ;
5. Ne s'installer qu'une fois pour manger (ekāsanik'aṅga)l ;
6. Ne manger que dans le bol à aumônes (patta-piṇḍik'aṅga)l ;
7. Refuser tout autre nourriture (khalu-pacchā-bhattik'aṅga)l ;
8. Vivre dans la forêt (āraññik'aṅga)l ;
9. Vivre sous un arbre (rukkha-mūlik'aṅga)l ;
10. Vivre en plein air (abbhokāsik'aṅga)l ;
11. Vivre dans un cimetière (sosānik'aṅga)l ;
12. Se contenter de n'importe quelle demeure (yathā-santhatik'aṅga)l ;
13. Dormir assis (et jamais allongé) (nesajjik'aṅga)l ;

### Selon les documents chinois
Voici les douze règles de la pratique « dhuta » présentées dans les documents chinois[Lesquels ?].  
1. Vivre dans la forêt (aranya) ;
2. Vivre de la mendicité avec un bol ;
3. Mendier de porte en porte sans distinction ;
4. Manger un seul repas par jour avant midi ;
5. Manger en quantité modérée ;
6. Renoncer au liquide juteux après midi ;
7. Porter des robes refaites des pièces abandonnées ;
8. Ne posséder que trois pièces vestimentaires ;
9. Assis dans un cimetière ou charnier ;
10. Assis au pied d'un arbre ;
11. Assis en plein air (sans abri) ;
12. Renoncer à la posture allongée (de jour comme de nuit).

### Autres pratiques
Ces pratiques sont populaires par exemple chez les moines de la forêt (« tudong » en Thaïlande). 
Certains moines observent également une période de jeûne plus ou moins longue et stricte, souvent considérée comme favorable à la méditation ; chacun peut donc y voir un exercice intéressant et respectable ou au contraire une mortification contraire aux principes du bouddhisme.

## Ascétisme vs mortification
Il faut distinguer ces moyens de purifications de l'ascétisme que pratiquait le Bouddha Gautama avant de renoncer à de telles mortifications, jugées dangereuses pour la santé et sans intérêt spirituel. Les mortifications présentent une relation directe à la haine (notamment la haine de soi-même), ils expriment un péril. Par opposition, les moyens de purification, qui ne sont pas obligatoires mais s'ajoutent aux préceptes des moines, doivent être utilisés dans le but précis de pratiquer une voie médiane entre le plaisir sensuel et la mortification.

#### Sources
- Anguttara Nikaya, Livre des un, verset 30
- Anguttara Nikaya, Livre des cinq, versets 181 à 190

#### Études
- (en) Robert E. Buswell Jr. et Donald S. Lopez Jr., The Princeton Dictionary of Buddhism, Princeton, Princeton University Press, 2014, xxxii + 1265 p. (ISBN 978-0-691-15786-3), p. 255-256